# Leptecophylla juniperina
Leptecophylla juniperina là một loài thực vật có hoa trong họ Ericaceae. Đây là loài bản địa New Zealand và các bang Tasmania và Victoria. Quả của cây có thể ăn được, sống hoặc nấu chín. Cây phát triển tốt nhất ở những nơi có mùa đông ôn hòa và mùa hè ẩm mát.

## Phân loài
Có 3 phân loài được công nhận:

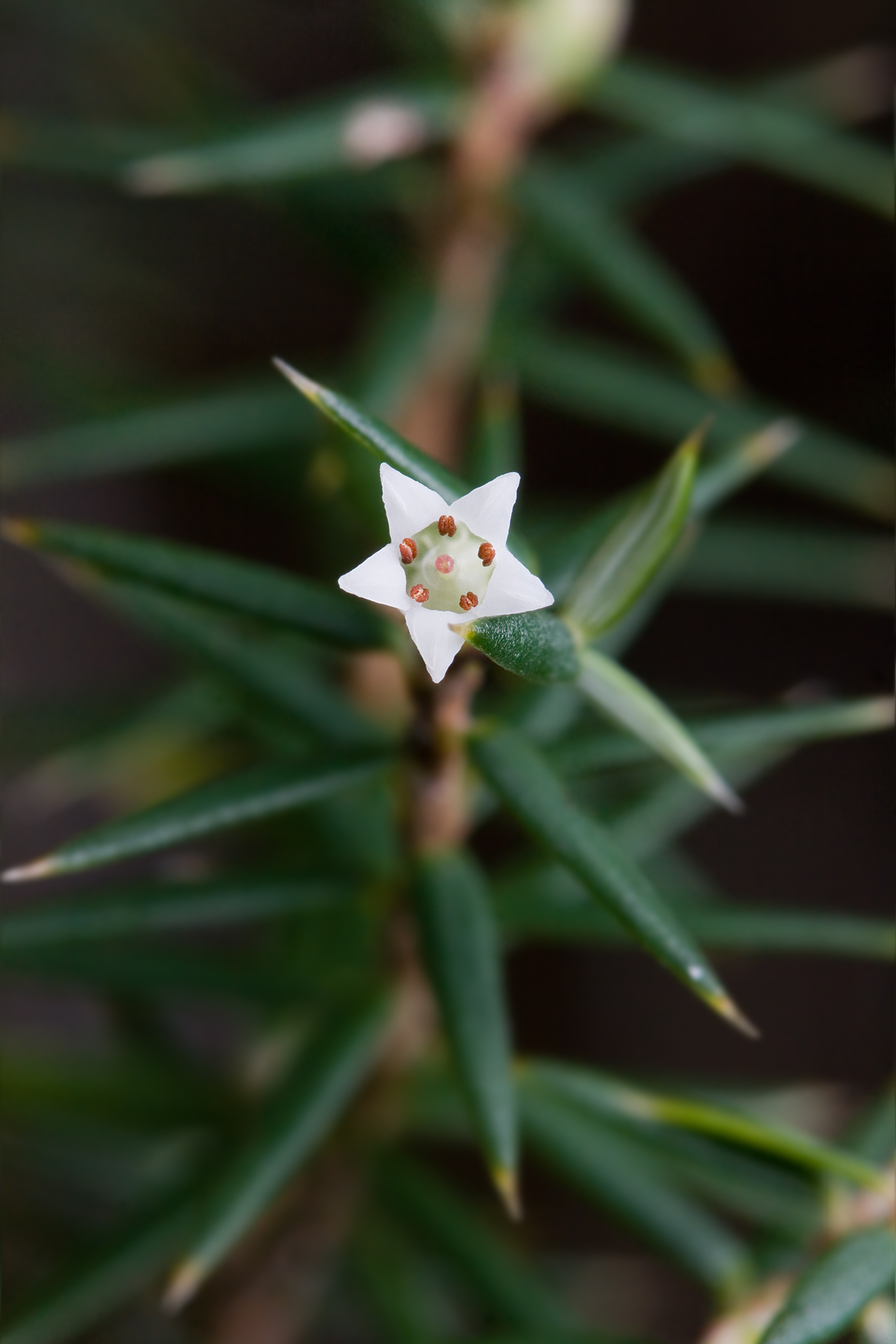
Hoa

- Leptecophylla juniperina (J.R.Forst. & G.Forst.) C.M.Weiller subsp. juniperina (New Zealand và Tasmania)[3]
- Leptecophylla juniperina subsp. oxycedrus (Labill.) C.M.Weiller (Tasmania và Victoria)[3]
- Leptecophylla juniperina subsp. parvifolia (R.Br.) C.M.Weiller (Tasmania)[3]